# Ceryx perakensis
Ceryx perakensis är en fjärilsart som beskrevs av Embrik Strand 1917. Ceryx perakensis ingår i släktet Ceryx och familjen björnspinnare. Inga underarter finns listade i Catalogue of Life.